# Die Sechziger
Die „Sechziger“ (ukrainisch шістдесятники schistdesjatnyky bzw. russisch шестидесятники schestidesjatniki) bezeichnen eine Generation sowjetischer und ukrainischer nationaler Intellektueller (Intelligenzija) in der zweiten Hälfte der 1950er Jahre. Sie kennzeichnet eine starke staatsbürgerliche Haltung. Sie hatten einen großen Einfluss auf die Kultur und Politik während der kurzfristigen Schwächung des kommunistisch-stalinistischen Totalitarismus und Chruschtschows Tauwetter-Periode (Entstalinisierung und teilweise stattfindende Liberalisierung).
Ihren kreativen Höhepunkt erreichte die Bewegung der „Sechziger“ Anfang und Mitte der 1960er Jahre, wodurch sie diese Bezeichnung erhielt. Die „Sechziger“ waren eine interne moralische Opposition gegen das sowjetische totalitäre Staatsregime und setzten sich für die Freiheit des künstlerischen Schaffens, die Wiederbelebung der ukrainischen Sprache und Kultur sowie deren Verteidigung gegen die Russifizierung ein. Zu den „Sechzigern“ gehörten auch politische Gefangene, so genannte „Gefangene des Gewissens“ (englisch prisoner of conscience) und sowjetische Dissidenten, die sich zumeist als „Andersdenkende“ bezeichneten.

## Mitglieder der Bewegung
Die ersten Wortführer der Bewegung waren Lina Kostenko und Wassyl Symonenko, dessen Gedichte gegen die Russifizierung und die nationale Versklavung der Ukraine gerichtet sind. Später schlossen sich andere Schriftsteller an, unter anderem: Iwan Dratsch, Mykola Winhranowskyj, Wolodymyr Drosd, Hryhir Tjutjunnyk, Borys Olijnyk, Walerij Schewtschuk, Jewhen Huzalo, Wassyl Holoborodko, Roman Iwanytschuk, Jurij Muschketyk, Mykola Rudenko, Iwan Switlytschnyj.
Zu den „Sechzigern“ gehörten auch mehrere Künstler (z. B. Alla Horska, Opanas Zalywacha, Borys Plaksij, Halyna Sewruk, Ljudmyla Semykina, Stefanija Schabatura, Ljubow Pantschenko), Literaturkritiker (Iwan Dsjuba, Jewhen Swerstjuk), Regisseure (Leonid Tanjuk, Leonid Ossyka, Sergei Paradschanow), Kunstwissenschaftler (Roman Kohorodskyj, Yuriy Smyrnyj) und Übersetzer (Mykola Lukasch, Hryhorij Kotschur).

## Ziele und Aktivität
Die „Sechziger“ widersetzten sich den offiziellen Dogmen und bekundeten die Freiheit des kreativen Ausdrucks, den kulturellen Pluralismus. Sie erweiterten die Idee des Vorrangs universalmenschlicher Werte gegenüber den Klassenwerten. Einen großen Einfluss auf die Formation der „Sechziger“ hatte die Tradition der hingerichteten Wiedergeburt (Rosstriljane widrodschennja) und die Errungenschaften der ukrainischen Kultur des späten 19. und frühen 20. Jahrhunderts. Die „Sechziger“ organisierten informelle literarische Lesungen, Kunstausstellungen und Abende zum Gedenken an verfolgte und ermordete Künstler. Sie führten heimlich Theaterstücke auf und verfassten Petitionen zur Verteidigung der ukrainischen Kultur. Die „Sechziger“ ließen die Traditionen der klassischen, vorrevolutionären Intelligenz (Intelligenzija) wieder aufleben. Für diese war das Streben nach geistiger Unabhängigkeit, politischer Entfremdung und einem Dienst für das Volk kennenzeichend.
Ukrainische Künstler der „Sechziger“ versuchten mittels ihrer Werke und ihrer aktiven öffentlichen Tätigkeit, das nationale Bewusstsein wiederzubeleben. Neben dem Kampf für die Bewahrung der ukrainischen Sprache und Kultur trugen sie zur Demokratisierung des gesellschaftspolitischen Lebens in der Republik bei. Ihre Erfassung der kriminellen Natur des kommunistischen Systems förderte die Befreiung von ideologischen Dogmen des „Sozrealismus“ (des sozialistischen Realismus). In ihren Werken versuchten die „Sechziger“ über die tatsächlichen Lebensprobleme des Volkes zu schreiben, über schmerzhafte Themen, die während des Stalinismus verschwiegen wurden und die damalige ukrainische Gesellschaft beunruhigten.

## Klubs
Im Jahr 1959 entstand in Kiew der Klub der kreativen Jugend „Zeitgenössischer“ (ukr.: Клуб творчої молоді «Сучасник» [klub twortschoji molodi „Sutschasnyk“]), dessen Organisator und bis 1963 Präsident Leonid Tanjuk war, und 1962 in Lwiw der Klub „Schneeglöckchen“ (ukr.: «Пролісок» [„Prolisok“]), dessen Gründung zwei Brüder Mychailo Horyn und Bohdan Horyn initiierten. Die beiden Klubs wurden zu Zentren der alternativen nationalen Kultur. Man veranstaltete literarische Treffen, Gedenkabende, Theateraufführungen, bei denen junge Künstler ihre eigene Weltsicht sowie die ihrer Empfänger bildeten.

## Konflikt der Generationen
Gleichzeitig mit dem Phänomen der „Sechziger“ tauchte das Problem „Eltern und Kinder“ in der Literatur auf. Die junge Generation warf den „literarischen Eltern“ die Verantwortung für Stalins Verbrechen, Anpassung an das despotische Regime und kreative Impotenz vor (z. B. in „Ode an den ehrlichen Feigling“, ukr.: «Ода чесному боягузові» [Oda tschesnomu bojahusowi] von Iwan Dratsch). Einige der älteren Schriftsteller (Pawlo Tytschyna, Platon Woronko, Mykola Scheremet, Mychajlo Tschabaniwskyj) standen den Experimenten und Innovationen der „Sechziger“ feindlich gegenüber.

## Literarische Merkmale
Die Poesie der „Sechziger“ erneuerte die von den sozialistisch-realistischen Dogmen geprägte Poetik. Sie unterstützte Intellektualismus und beschäftigte sich mit anspruchsvollen Metaphern und komplizierter Syntax. Die Dichter der „Sechziger“ versuchten die Rhythmik der Poesie zu diversifizieren. In der Prosa der „Sechziger“ ist ein realistisches Bild der Realität, befreit vom sozialistischen Realismus, oft mit scharfsinnigem Humor (z. B. Erzählungen von Hryhir Tjutjunnyk) oder harten Satire (z. B. „Katastrophe“, ukr. «Катастрофа», oder „Oliven“, ukr.: «Маслини», von Wolodymyr Drosd).

## Ende der „Tauwetter-Periode“
Am 17. Dezember 1962 wurden die „Sechziger“ von der Staatsführung bei einem absichtlich einberufenen Treffen scharf kritisiert. Ihre kulturelle Tätigkeit, die nicht in den Rahmen des Erlaubten passte, verursachte Beunruhigungen bei sowjetischen Behörden. Die „Sechziger“ ließen sich nicht innerhalb der offiziellen ideologischen Grenzen halten, weswegen ab Ende 1962 ein massiver Druck auf die nonkonformistische Intelligenz ausgeübt wurde. Die Zeitschriften wollten nichts von den „Sechzigern“ publizieren. Sie wurden des „Formalismus“ und „bürgerlichen Nationalismus“ angeklagt. Als Reaktion darauf verbreiteten sich ihre Ideen in der Folge durch den Samisdat. Auf diese Weise wurde am Ende 1965 eine Studie von Iwan Dsjuba mit dem Titel „Internationalismus oder Russifizierung?“ (ukr.: «Інтернаціоналізм чи русифікація?»).
Nach dem internen Putsch der KPdSU und dem Rücktritt Chruschtschows im Herbst 1964 nahm der Druck der staatlichen Zensur auf die „Sechziger“ stark zu. Nach dem Beschluss des Zentralkomitees der KPdSU „Über die Zensur“ (Frühjahr 1965) und insbesondere nach dem Ende des „Prager Frühlings“ (Sommer 1968) bemühte sich die KPdSU, den Totalitarismus wiederherzustellen. Das „Tauwetter“ in Kultur und Liberalisierungspolitik war vorbei und die Regierungspartei des Landes (KPdSU) sah in der kreativen, liberalen, demokratischen Intelligenz die Hauptbedrohung ihrer Diktatur, ihres Machtmonopols.
Durch Verhaftungen in den Jahren 1965–1972 wurde die Bewegung der „Sechziger“ unterdrückt. Damals übernahmen einige von ihnen ohne großen Widerstand die offizielle Position (I. Dratsch, W. Drozd, J. Huzalo usw.), andere hörten für lange Zeit (L. Kostenko) oder gänzlich (W. Holoborodko, J.Stupak) auf, eigene Werke zu veröffentlichen.
Diese Teilnehmer der Bewegung, die nicht aufhörten, sich der nationalen Diskriminierung und Russifizierung zu widersetzen, wurden festgenommen und mit langjähriger Haft bestraft (I. Switlytschnyj, J. Swerstjuk, Wassyl Stus, Iryna Kalynez, Ihor Kalynez, Wassyl Martschenko usw.) Während dieser starben entweder viele (W. Stus, W. Martschenko), oder es wurde ihnen nach der Freilassung völlig verboten, sich literarisch zu beteiligen. Besonders tragisch war Schicksal von Wassyl Stus, der nach den 23 Jahren in Straflagern bzw. in Verbannung in Isolation starb. Von den „Sechzigern“, die verhaftet wurden, kapitulierte offiziell nur Iwan Dsjuba. Er wurde aus dem Gefängnis entlassen und zur literarischen Arbeit zugelassen, aber bereits ganz in der Richtung des sozialistischen Realismus.
Alla Horska wurde wohl vom KGB ermordet.
Infolge der Erpressungen verschwand Anfang der 1970er Jahre die literarische Bewegung der „Sechziger“. Nur in den Werken einiger Schriftsteller (L. Kostenko, W. Schewtschuk) blieben Hinweise auf die von ihnen initiierte literarische Erneuerung.
Die „Sechziger“ spielten eine bedeutende Rolle vor allem bei der Stärkung der Widerstandsbewegung gegen den russischen Chauvinismus und die Russifizierung in der Ukraine und auch bei der Verbreitung der selbst veröffentlichten Literatur.